# Durin V
Durin V es un personaje ficticio creado por el escritor británico J. R. R. Tolkien para ambientar las historias de su universo imaginario. Se trata de un enano, rey de la Casa de Durin, el quinto de ese nombre, que gobernó la gran ciudad subterránea de Khazad-dûm, entre finales de la Segunda y principios de la Tercera Edad del Sol.
No se sabe mucho de su vida, debido a que Tolkien jamás especificó nada sobre él.
| Predecesor: Durin IV en algún momento anterior | Casa de Durin ¿ ? S. E. - ¿ ? T. E.     | Sucesor: Durin VI en algún momento posterior |
| Predecesor: Durin IV en algún momento anterior | Rey de Khazad-dûm ¿ ? S. E. - ¿ ? T. E. | Sucesor: Durin VI en algún momento posterior |

- Datos: Q11966207